# Język angor
Język angor, także: anggor, senagi, wan, watapor – język papuaski używany w dystrykcie Amanab w prowincji Sandaun w Papui-Nowej Gwinei. Według danych z 1990 roku posługuje się nim 1270 osób.
Wraz z językiem dera tworzy niewielką rodzinę języków senagi. Dane gramatyczne i słownikowe nie pozwalają wykazać ich związku z innymi rodzinami papuaskimi. S. Wurm (1975, 1982) zaliczył te języki do rodziny transnowogwinejskiej, kierując się najpewniej cechami typologii.
Dzieli się na dwa dialekty: nai (angor centralny), samanai (mamhoaf, angor południowy). Maleje liczba użytkowników dialektu samanai. Zagrożony wymarciem, w użyciu jest także tok pisin.
Został stosunkowo dobrze opisany w literaturze (Robert L. Litteral, Shirley Litteral). Jest zapisywany alfabetem łacińskim.